# Haymarket
Haymarket è una strada nel distretto St. James's della City of Westminster a Londra. Essa va da  Piccadilly Circus a Pall Mall. In essa hanno sede numerosi ristoranti, teatri (Theatre Royal e His Majesty's Theatre), cinema e l'ambasciata della Nuova Zelanda.

## Storia

### Origini
L'ampia strada che collega Pall Mall a Piccadilly era già presente nell'epoca elisabettiana e, come suggerisce il nome, era essenzialmente usata per la vendita come mercato. In quel tempo era una zona rurale, e l'insediamento più vicino era il villaggio di Charing. Questa situazione continuò fino al regno di Guglielmo III. Da allora in poi, ai carri che trasportavano fieno e paglia fu permesso di stazionare sulla strada senza pagare alcun pedaggio. Nel 1692, quando la strada venne pavimentata, fu imposta una tassa per i carri di trasporto merci..  Nel 1830 il mercato venne spostato a Cumberland Market vicino Regent's Park.
Dai tempi antichi, Haymarket era stato uno dei centri più importanti della prostituzione a Londra, ma questa situazione non durò a lungo. Old and New London informava nel 1878:
Situato nel centro del divertimento della popolazione del West End, Haymarket è un grande luogo per alberghi, ristoranti e caffè stranieri; e non aveva proprio bisogno, che così tante delle sue taverne divenissero ricettacolo di personaggi disinvolti, che dopo la chiusura dei teatri, scambiassero il giorno per la notte, e dovessere essere continuamente portati di fronte ai magistrati a seguito di baruffe dovute ad ubriachezza. Positivo il fatto che il Parlamento abbia approvato una legge che obbliga questi locali a chiudere antro la mezzanotte..

### Teatri
Essa fa parte del distretto dei teatri di Londra, il West End, ed è stata sede di teatri fin dal XVII secolo. Il Queen's Theatre di Haymarket, progettato da John Vanbrugh, aprì nel 1705. Venne dedicato alla rappresentazione di spettacoli di prosa, ma la sua ottima acustica lo rese più adatto alla rappresentazione dell'opera, e fra il 1710 ed il 1745, la maggior parte delle opere e degli oratori di Georg Friedrich Händel, ebbero la prima in questo teatro, che venne rinominato King's Theatre alla morte della regina Anna nel 1714. Dopo che l'edificio di Vanbrugh venne distrutto da un incendio, nel 1790, venne edificato un altro King's Theatre nello stesso sito. Dopo un altro incendio, venne costruito, nel 1897, unm nuovo teatro che venne denominato His Majesty's Theatre. Questo teatro, il quarto sullo stesso sito, è ancora in esercizio come His Majesty's Theatre ed usato per la rappresentazione di musical. L'attuale Theatre Royal, in altro sito sempre sulla Haymarket, è l'edificio costruito da John Nash (1820), che sostituì il precedente del 1720.

### Oggi
Haymarket corre parallela a Lower Regent Street, ed assieme le due strade formano un sistema di sensi unici: Lower Regent Street ha una corrente di traffico verso nord e Haymarket verso sud.

## Attentati del 2007
Il 29 giugno 2007, la Metropolitan Police Service "neutralizzò" un'auto bomba che era stata parcheggiata in Haymarket.